# Al monte
Al monte è il terzo album discografico  in studio del cantautore italiano Mannarino, pubblicato nel maggio 2014 dalla Leave srl e distribuito dalla Universal Music.

## Descrizione
Il disco viene annunciato nell'aprile 2014 ed è anticipato dalla pubblicazione del singolo Gli animali, diffuso in rotazione radiofonica e distribuito negli store digitale dall'11 aprile 2014.
Nel maggio 2014 viene anche diffuso il videoclip de Gli animali.
L'album viene descritto come "un viaggio iniziatico su una montagna molto metaforica" e in esso l'autore si fa più "misurato e consapevole" rispetto agli album precedenti. Inoltre, sostiene Mannarino, il disco è ispirato "non dalla rabbia, ma dalla testa" e che le canzoni sono "scritte per immagini, immagini che passano però attraverso le parole".

## Promozione
L'11 maggio 2014 il cantautore si è esibito in televisione, prendendo parte alla trasmissione Che tempo che fa (Rai 3), durante la quale ha interpretato il brano Malamor.
Dal luglio 2014 a settembre si è svolto il tour promozionale dell'album.

## Tracce
Testi e musiche di Alessandro Mannarino.
1. Malamor – 3:30
2. Deija – 5:02
3. Gli animali – 4:02
4. L'impero – 3:48
5. Scendi giù – 5:08
6. Gente – 4:48
7. Signorina – 3:31
8. Al monte – 6:34
9. Le stelle – 3:39

## Classifiche
| Paese         | Posizione raggiunta |
| ------------- | ------------------- |
| FIMI (Italia) | 3                   |